# دان هارينجتون (محامي)
دان هارينجتون (بالإنجليزية: Dan Harrington)‏ هو لاعب بوكر ومحامي أمريكي، ولد في 6 ديسمبر 1945 في كامبريدج في الولايات المتحدة.

## وصلات خارجية
- الموقع الرسمي
- دان هارينجتون على موقع مباريات الشطرنج (الإنجليزية)
- دان هارينجتون على موقع الاتحاد الأمريكي للشطرنج (الإنجليزية)